# Podgrad, Ljubljana
Podgrad este o localitate din comuna Ljubljana, Slovenia, cu o populație de 220 de locuitori.